# One Per Desk
El One Per Desk (OPD, "uno en cada mesa") era un innovador híbrido entre un ordenador personal y un terminal de comunicaciones basado en el hardware del Sinclair QL con otra carcasa y un teclado más adecuado. El One Per Desk fue construido por ICL (International Computers Limited) y lanzado en el Reino Unido en 1984. Era el resultado de un proyecto de colaboración que comenzó en 1981 entre Sinclair Research (que aportó el hardware de su Sinclair QL), la ICL y la British Telecom (BT). Originalmente incluía en sus especificaciones la pantalla plana de tecnología CRT de Sinclair, pero no se llegó a incluir.
Versiones remarcadas del One Per Desk fueron vendidas en el Reino Unido por la BT como el Merlin Tonto y en Australia por la empresa Telecom Australia como el Computerphone.

## Hardware
A partir de un QL el One Per Desk tomó prestada la CPU Motorola 68008, las ULA ZX8301 y ZX8302, los 128 KB de RAM base y la doble unidad de Microdrives (con mejoras de ICL para aumentar la fiabilidad), pero no el Controlador Inteligente de Periféricos Intel 8049. En su lugar, ya que incluía posibilidades de comunicación, usar un "módulo de telefonía" que incorpora un microcontrolador de Intel 8051, que también controlaba el teclado, dos líneas de teléfono y un módem V.21/V.23, junto a un auricular telefónico operativo para realizar llamadas, y un sintetizador de voz TI TMS5220 para su uso como contestando automático de llamadas entrantes.
El One Per Desk se suministraba con un monitor de 9 pulgadas monocromo (de fondo blanco) o uno en color de 14 pulgadas. Ambos incorporaban la fuente de alimentación para el aparato. Posteriormente aparecieron como periféricos discos flexibles de 3.5" disponibles de terceros vendedores.
Estaba diseñado para permanecer encendido permanentemente, por lo que la pantalla se apagaba si no se pulsaba un tecla durante 10 minutos o al cerrar la sesión. Al pulsar cualquier tecla o recibir una llamada entrante se reactivaba la pantalla.

## Software
El sistema en firmware "Basic Functional Software" (BFS o "Software Funcional Básico") no estaba basado en el sistema operativo Sinclair QDOS del QL, a pesar de que un subconjunto del SuperBASIC se proporcionaba en un Cartucho de Microdrive. El BFS proporcionaba intercambios entre aplicaciones, administración de llamadas de voz y datos, respuesta automática de llamadas, directorio de números telefónicos, un programa emulador de terminal de teletexto viewdata y una sencilla calculadora.
La suite de aplicaciones ofimáticas de Psion incluida con el QL fue también portada al One Per Desk, renombrada como Xchange, y estaba disponible como un paquete de ROM opcional. Una aplicación suministrada por ICL permitía sincroniza con un juego de bingo a nivel nacional, en ciento de salas de bingo del Reino Unido, usando el módem telefónico V.23 integrado para proporciona comunicaciones remotas con el servidor central.
Otro software de aplicación opcional disponible en ROM incluía varios emuladores de terminales, como el emulador de terminal ICL7561 de Satellite Computing, además de su programa Action Diary y su software de presentación, libreta de direcciones y varias utilidades para comunicación entre varios One Per Desk.
Se podía conectar con varios Mainframes de ICL en el Reino Unido  (Serie 39), utilizados en el Ministerio de Defensa y Gobiernos Locales, donde aplicaciones de estadística utilizaban el sistema para ver representaciones gráficas de informes generados por el mainframe, también a través del módem integrado conectando con el Mainframe.

## Merlin Tonto
BT Business Systems vendió el One Per Desk como el Merlin M1800 Tonto ("The Outstanding New Telecoms Opportunity", la excepcional nueva oportunidad en telecomunicaciones).
BT pretendía vender el Tonto como un sistema centralizado de información comercial capaz de acceder a múltiples servicios en línea, mainframes y otros sistemas similares a través de la red telefónica de BT. El Tonto se vendía por 1.500 Libras en su lanzamiento. Los Periféricos y los cartuchos de ROM del One Per Desk se modificaron externamente usando la marca Merlin. La fuente de alimentación era poco fiable y a menudo fallaba en muchas unidades, y finalmente BT retiró el soporte para el Tonto en febrero de 1993.

## Mega One Per Desk
Una versión ampliada del One Per Desk se produjo en una pequeña cantidad para el mercado estadounidense. Usaba una CPU 68008FN, 256 KB de RAM de base, un puerto RS-232 y firmware mejorado. El contestador telefónico incorporado usaban una voz femenina, con un leve acento de New Jersey.